# Michael Scott Doran
Michael Doran (né le 25 avril 1962) est un spécialiste en relations internationales qui publie surtout sur le Moyen-Orient. En 2021, il est senior fellow à l'Hudson Institute.

## Biographie
Michael Doran complète sa formation universitaire (BA) en histoire à l'université Stanford en 1984. Il obtient son PhD en études sur le Moyen-Orient de l'université de Princeton en 1997. Son superviseur de doctorat est L. Carl Brown. 
En 2021, il est senior fellow à l'Hudson Institute qu'il a rejoint en 2014.
Dans « Somebody Else's Civil War », un article du Foreign Affairs publié en février 2002, il argue que les attentats du 11 septembre 2001 s'inscrivent dans un conflit religieux parmi les musulmans. Doran affirme qu'Oussama ben Laden, espérant des représailles américaines qui uniraient les croyants contre l'Occident, cherchait à déclencher une révolution parmi les nations arabes et ailleurs. Pour Ben Laden, les conflits armés avec les États-Unis ne représentent pas une fin en soi, mais une façon de faire la promotion  d'un islam radical. En 2006, Doran a soutenu l'invasion de l'Irak par les États-Unis.

## Publications
Livres
- (en) Pan-Arabism Before Nasser: Egyptian Power Politics and the Palestine Question, Oxford University Press, 1999 (ISBN 0-19-516008-8).
- (en) « What Carter Owes Begin », dans Menachem Begin’s Zionist Legacy, Koren Publishers, 2015 (ISBN 9781592644155).
- (en) Ike's Gamble: America’s Rise to Dominance in the Middle East, Free Press, 2016 (ISBN 9781451697759).

Articles
- (en) Michael Doran, « Two Turkish Tales », The Washington Post,‎ 9 juillet 2000 (lire en ligne)
Doran analyse deux livres portant sur l'histoire de la Turquie.
- (en) Michael Scott Doran, « Somebody Else's Civil War », Foreign Affairs,‎ janvier/février 2002 (lire en ligne)
Les attentats du 11 septembre 2001 seraient la conséquence d'un conflit religieux à l'intérieur du monde musulman.
- (en) « Palestine, Iraq and American Strategy », Foreign Affairs,‎ janvier/février 2003 (lire en ligne)
L'invasion de l'Irak s'inscrirait dans une stratégie des États-Unis visant à mettre un terme au conflit israélo-palestinien.
- (en) « The Saudi Paradox », Foreign Affairs,‎ janvier/février 2004 (lire en ligne)
Selon Doran, les politiques d'ouverture de l'Arabie saoudite à des valeurs occidentales sont violemment rejetées dans ce pays.
- (en) « Intimate Enemies », The Washington Post,‎ 18 février 2004 (lire en ligne)
Les shiites d'Irak seraient en voie de dominer la politique de l'Irak, aux dépens des sunnites.
- (en) « The Real Collusion Story », National Review,‎ 13 mars 2018 (lire en ligne)
Une étude sur deux courants profonds aux États-Unis : moins d'interventions de l'État et plus de socialisme.
- « The Anti-Trump Conservative Firing Circle Is Wildly Out Of Touch With The American Electorate », sur The Federalist, 10 juillet 2018
Les républicains américains qui critiquent les positions de Donald Trump ignorent les aspirations de l'électorat conservateur américain.
- (avec Tony Badran) « The Realignment », Israel & The Middle East, 10 mai 2021 [lire en ligne]
Selon Doran et Badran, l'administration Biden souhaite qu'Israël adoucisse fortement ses moyens de pression sur la Palestine.